# ラブランド (オハイオ州)
ラブランド (Loveland、/ˈlʌvlənd/) は、アメリカ合衆国オハイオ州のハミルトン郡にある都市。人口は1万3307人（2020年）。シンシナティの北東25キロメートルに位置している。市域の一部はクラーモント郡とウォーレン郡に入っている。

## 地理
ラブランドは北緯39度16分8秒、西経84度16分14秒 (39.268759, -84.270397) に位置している。標高は182メートルである。
アメリカ合衆国統計局によると、この市は総面積12.2 km2 (4.7 mi2) である。このうち12.0 km2 (4.7 mi2) が陸地で0.2 km2 (0.1 mi2) が水地域である。総面積の1.28%は水地域となっている。

## 人口動静
2000年国勢調査で、この都市は人口11,677人、4,497世帯、及び3,224家族が暮らしている。人口密度は969.6/km2 (2,513.5/mi2) である。386.4/km2 (1,001.6/mi2) の平均的な密度に4,653軒の住宅が建っている。この都市の人種的な構成は白人95.66%、アフリカン・アメリカン1.56%、ネイティブ・アメリカン0.05%、アジア人1.05%、その他の人種0.42%、及び混血1.26%である。人口の1.12%はヒスパニックまたはラテン系である。
4,497世帯のうち、39.1%が18歳未満の子供と一緒に生活しており、57.6%は夫婦で生活している。11.1%は未婚の女性が世帯主であり、28.3%は家族以外の住人と同居している。25.1%は独身の居住者が住んでおり、9.9%は65歳以上で独身である。世帯の平均人数は2.58人であり、家庭の場合は、3.11人である。
この都市内の住民は29.1%が18歳未満の未成年、18歳以上24歳以下が6.9%、25歳以上44歳以下が30.3%、45歳以上64歳以下が22.7%、及び65歳以上が11.0%にわたっている。中央値年齢は36歳である。女性100人ごとに対して男性は91.0人である。18歳以上の女性100人ごとに対して男性は85.4人である。
この都市の世帯ごとの平均的な収入は52,738 USドルであり、家族ごとの平均的な収入は63,535 USドルである。男性は49,653 USドルに対して女性は29,250 USドルの平均的な収入がある。この都市の一人当たりの収入 (per capita income) は25,920 USドルである。人口の5.7%及び家族の5.7% は貧困線以下である。全人口のうち18歳未満の7.1%及び65歳以上の4.6%は貧困線以下の生活を送っている。

## ラブランド在住の著名人
- アン・ドナヒュー － 脚本家[4]
- マット・ハミル － 総合格闘家
- タックス・ラティマー － メジャーリーグベースボール選手[5]
- ジャック・フィースター － メジャーリーグベースボール選手[6]
- サーモン・チェイス － アメリカ合衆国最高裁判所首席裁判官[7]

## 註釈
1. ↑  “Quickfacts.census.gov”. 2024年10月23日閲覧。
2. ↑  “US Gazetteer files: 2000 and 1990” (英語).   アメリカ合衆国国勢調査局 (2005年5月3日). 2008年1月31日閲覧。
3. ↑  “U.S. Census website”.  United States Census Bureau. 2013年1月6日閲覧。
4. ↑  Kiesewetter, John (2000年6月4日). “Writer models 'M.Y.O.B.' set after Loveland alma mater” (英語). The Cincinnati Enquirer (Gannett Company) 2006年10月16日閲覧。 {{cite news}}: |author=、|last=引数が重複しています。 (説明)⚠
5. ↑  Daly, Jon. “Tacks Latimer” (英語). The Baseball Biography Project.  アメリカ野球学会. 2011年6月6日時点のオリジナルよりアーカイブ。2008年4月23日閲覧。
6. ↑  “Jack Pfiester Stats” (英語). Baseball Almanac. 2007年4月6日閲覧。
7. ↑  Woolery, Alisha. “Loveland's natural touch” (英語). Cincinnati.com (Gannett Company).  オリジナルの2012年2月16日時点におけるアーカイブ。 2006年5月18日閲覧。 {{cite news}}: |author=、|last=引数が重複しています。 (説明)⚠